# Witalij Wackewycz
Witalij (Wacław) Stanisławowycz Wackewycz, ukr. Віталій (Вацлав) Станіславович Вацкевич, ros. Виталий Станиславович Вацкевич, Witalij Stanisławowicz Wackiewicz (ur. 12 lutego 1928 w Kamieńskiem, zm. 15 września 1992) – ukraiński piłkarz pochodzenia polskiego, grający na pozycji napastnika, trener piłkarski.

## Kariera piłkarska
W 1948 rozpoczął karierę piłkarską w zespole Stal Dniepropetrowsk, z którym zdobył wicemistrzostwo Ukraińskiej SRR. Potem powrócił do rodzimego miasta, gdzie bronił barw miejscowego Metałurha Dnieprodzierżyńsk. W 1952 został zaproszony do wyższoligowego Torpeda Moskwa, z którym zdobył wiele trofeów. W 1956 dołączył do Burevestnika Kiszyniów, ale latem 1957 powrócił do Torpeda Moskwa. W 1958 roku przeszedł do klubu Admirałtiejec Leningrad, w którym zakończył karierę piłkarza.

## Kariera trenerska
Po zakończeniu kariery piłkarza rozpoczął pracę szkoleniowca. W latach 1961–1962 trenował Chimik Dnieprodzierżyńsk, który potem zmienił nazwę na Dniproweć. W 1963 objął prowadzenie Awanharda Tarnopol. Latem 1965 przeniósł się do Mietałłurga Lipieck, który prowadził do 27 września 1966. W 1968 ponownie został mianowany na stanowisko głównego trenera Awanharda Tarnopol.

## Sukcesy i odznaczenia

### Sukcesy piłkarskie
Torpedo Moskwa
- wicemistrz ZSRR: 1957
- brązowy medalista Mistrzostw ZSRR: 1953
- zdobywca Pucharu ZSRR: 1952

Stal Dniepropetrowsk
- wicemistrz Ukraińskiej SRR: 1948

### Odznaczenia
- tytuł Mistrza Sportu ZSRR